# ماروسکا استانکووا
ماروسکا استانکووا (انگلیسی: Maruska Stankova؛ ‏ ۱۷ فوریهٔ ۱۹۳۴ – ۳۱ اوت ۲۰۰۰) بازیگر و مدرس بازیگری اهل جمهوری چک و کانادا بود.
از فیلم‌ها یا مجموعه‌های تلویزیونی که وی در آن‌ها نقش داشته‌است، می‌توان به کوئینتت، آماتور و خانم سافل اشاره نمود.